# Guadalupe Nuevo Centro
Guadalupe Nuevo Centro, es una comunidad ubicada en el municipio de Santa María Zacatepec, Oaxaca. Se localiza en la parte montañosa de la sierra sur del mismo Estado.
Su nombre se deriva de la comunidad de Guadalupe, al que antiguamente perteneció y debido a una separación que hubo de la población se denominó "Guadalupe Nuevo Centro" (Guadalupe: por portenecer a la comunidad de Guadalupe Zacatepec) y (Nuevo Centro: por ser nueva la fundación de la población).
Se encuentra establecida en una ladera con pendiente aproximada del 45%. Para llegar a la comunidad se hace por medio de dos carreteras de terracería y se encuentra a dos horas aproximadas de la ciudad de Putla, y a hora y media del municipio de Santa María Zacatepec.
Al noreste se encuentra la comunidad de Guadalupe, al sur la comunidad de Santa Cruz Tutihahua y San Juan Cabeza del Río, al oeste la comunidad del Coyulito.
Su población asciende a 500 habitantes con descendencia Mixteca principalmente. El 90% de la población sabe leer y escribir, 50 % solo posee el nivel básico (Primaria), 40% posee secundaria y 10% no asistió a la escuela (inegi 2004). Toda la población es de religión católica.
Actualmente un 40 % de la población ha migrado a los Estados Unidos, principalmente jóvenes, con un nivel de educación de solo Telesecundaria.
Su vegetación está formada por bosque tropical subcaducifolio y bosque de clima templado, algunas especies predominantes en la región son: Himenea courbaril (guapinol), Enterolobium ciclocarpum (parota), Pinus sp (pino), Quercus sp (encino), Bursera simaruba(palo mulato), algunos otros como: tetlate, guasanillo, capulin, guachilpile, mango, aguacatillo, hoja dura, hormiguillo, guayabo, cornizuelo, uña de águila, tuyu, grado, anona, etc. Esta vegetación tan diversa que presenta se debe a que dicha comunidad se encuentra en una zona de transición (Chávez, 2009).
La fauna que existe en el lugar es muy abundante, se encuentra desde el venado, jabalí, pericos, chachalacas, águilas, vívoras de cascabel, armadillos, hasta pequeños roedores e insectos.
La gastronomía de Nuevo Centro está representada por el famosísimo "Mole" el cual no puede faltar en ninguna fiesta ya que es típico en bodas, 15 años, bautizos, primeras comuniones etc. Este mole se caracteriza por ser un poco dulce y negro, en otros lugares le conocen como mole negro, y posee una serie de condimentos que le dan un sabor especial. También se elaboran otros platillos como la barbacoa, tamales en hojas de plátano, totopos, pozole y demás antojitos mexicanos con un toque de Nuevo Centro.
La principal actividad económica que se realiza en Nuevo Centro es la agricultura y se basa principalmente en el cultivo del Café, Maíz y Frijol, los últimos dos cultivos solo son de temporal debido a la topografía tan abrupta que presenta la comunidad.
Las escuelas de Guadalupe Nuevo Centro son muy pocas y reducidas en cuanto al número de estudiantes, solo cuenta con Prescolar, Primaria y Telesecundaria, esta última posee en su población estudiantil no más de 70 alumnos.
Uno de los principales problemas que presenta la comunidad es la falta de educación, pues la mayoría de la población económicamente activa solo cuenta con el nivel básico, y las nuevas generaciones solo con Telesecundaria y se ven obligados a migrar a los Estados Unidos ya que es la única forma de progresar en la región.

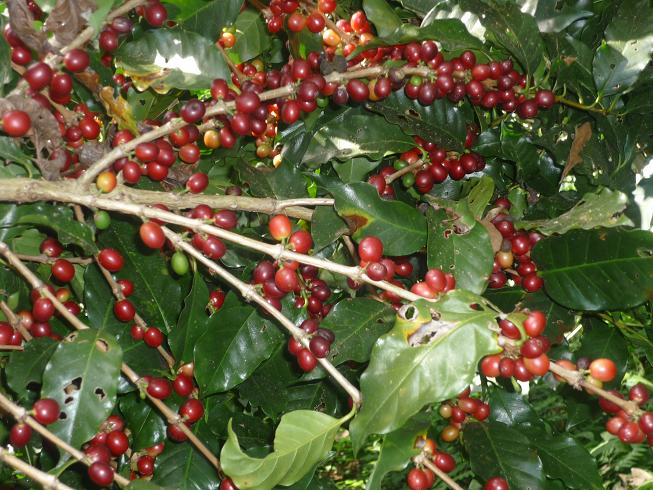
Rama de café con el fruto maduro en Nuevo Centro

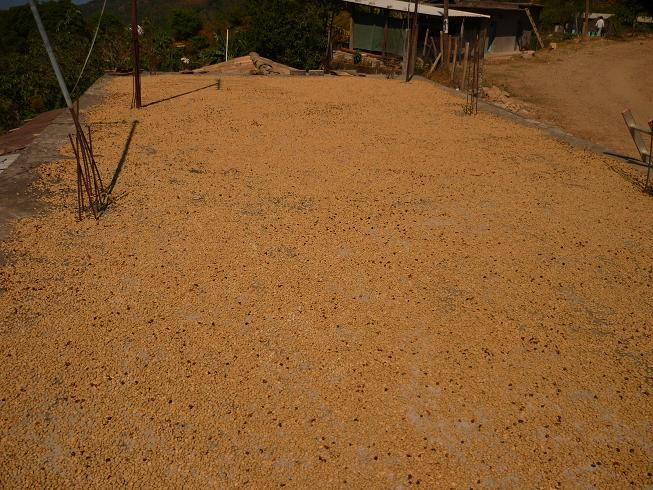
Secado de café en las azoteas de Guadalupe Nuevo Centro

El Café que produce Nuevo Centro es acaparado por la Organización "21 de septiembre" con sede en la comunidad de Malpica Putla, la cual se encarga de comprarles todo el café a todos los socios productores de la comunidad a precios considerables.

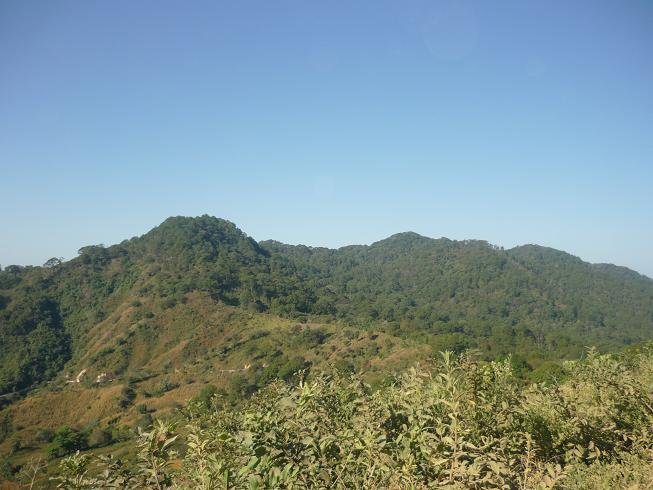
Cerro del Yucusuma de Guadalupe Nuevo Centro

El cerro de Yucusuma es un cerro emblemático de la comunidad ya que se encuentra al frente de la misma, por lo que cosntituye un símbolo para todos los habitantes,
La iglesia de Guadalupe Nuevo Centro representa para la mayoría de sus habitantes un lugar sagrado en la cual alaban a su Dios en este caso la patrona del pueblo, como le llaman ellos, es la Vigen Maria de Guadalupe. Cuya fiesta patronal es el 12 de diciembre, dicha fiesta es celebrada principalmente por mayordomos que con voluntad se proponen para que cada año se celebre a la Santa Maria de Guadalupe.
Se inició la construcción de dicho monumento cuando se encontraba de agente municipal el C. Gabino Hernández y fue terminado en el año 2003 con la inauguración del mismo.